# Jurij Muchin (musiker)
Jurij Muchin, född 1924, är en rysk elgitarrist.
Muchin påstås vara den förste ryske innehavaren av en elgitarr i slutet på 1940-talet, vars mikrofon byggdes med delar från en telefonautomat. Vid International Festival of Youth and Students 1957 lyckades han dock köpa en Framusgitarr och en gitarrförstärkare av ett besökande amerikanskt band, vilket kostade honom 5000 rubel, att jämföra med kostnaden för en Volgabil som då kostade 4500 rubel.

## Diskografi
Yuri Mukhin: The First Electroguitar in USSR